# Rupilia Faustina
Rupilia Faustina (87 circa – 138 circa) è stata una nobildonna romana della dinastia antoniniana.

## Biografia
Figlia di Salonina Matidia e del console suffetto Lucio Scribonio Libone Rupilio Frugi Bono: di conseguenza, l'imperatore Traiano era lo zio materno di sua madre. Probabilmente Faustina aveva una sorella di nome Rupilia Annia; sicuramente aveva due sorellastre, frutto di due diversi matrimoni della madre: Vibia Sabina (figlia di Salonina Matidia e Lucio Vibio Sabino) e Matidia Minore (figlia di Salonina Matidia e, forse, Lucio Mindio). Dunque l'imperatore Adriano, sposato con Vibia Sabina, era suo cognato.
Faustina sposò Marco Annio Vero, praefectus Urbi e console per tre volte. Da lui ebbe tre figli:
- Annia Galeria Faustina, meglio nota come Faustina Maggiore, che sposò Antonino Pio;
- Marco Annio Libone;
- Marco Annio Vero, padre di Marco Aurelio.